# لولو جارویس
لولو جارویس (انگلیسی: Lulu Jarvis؛ زادهٔ ۶ مهٔ ۲۰۰۴) بازیکن فوتبال اهل انگلستان است که در پست هافبک برای باشگاه برایتون اند هوو آلبیون در سوپر لیگ زنان انگلستان بازی می‌کند.